# Los Angeles Rams 1977
La stagione 1977 dei Los Angeles Rams è stata la 40ª della franchigia nella National Football League e la 32ª a Los Angeles La squadra vinse il quinto di otto titoli di division consecutivi, un record NFL all'epoca. 
Rallentato da cronici infortuni alle ginocchia, il quarterback Joe Namath era stato svincolato  New York Jets dopo la stagione, dopo che non era stato possibile uno scambio con altre franchigie. Namath firmò con i L.A. Rams nel maggio 1977. Dopo dei segnali di rinascita vincendo due delle prime tre gare, i limiti fisici di Namath vennero a galla. Dopo una cattiva prestazione nel Monday Night Football contro i Bears, Namath non disputò più alcuna gara nella NFL.
Dopo la sconfitta casalinga nei playoff contro i Minnesota Vikings per 14-7 in un campo infangato, in una gara divenuta nota come "Mud Bowl", l'allenatore dei Rams Chuck Knox fu licenziato dalla proprietà, insoddisfatta dal non riuscire a raggiungere il Super Bowl.

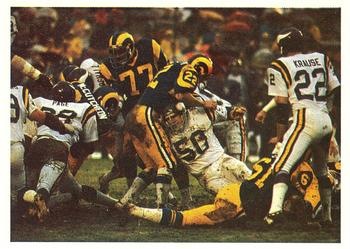
I Rams contro i Vikings nei playoff 1977-1978

## Roster
| Roster dei Los Angeles Rams nel 1977 |
| --- |
| Quarterback - 15 Vince Ferragamo - 11 Pat Haden - 12 Joe Namath Running Back - 32 Cullen Bryant - 22 John Cappelletti - 43 Jim Jodat FB - 30 Lawrence McCutcheon - 39 Rod Phillips - 26 Wendell Tyler Wide Receiver - 29 Harold Jackson - 81 Ron Jessie - 80 Billy Waddy Tight End - 83 Terry Nelson - 86 Charle Young Offensive Linemen - 77 Doug France T - 60 Dennis Harrah G - 65 Tom Mack G - 61 Rich Saul C - 78 Jackie Slater T - 75 John Williams T Defensive Linemen - 90 Larry Brooks DT - 70 Al Cowlings DE/DT - 89 Fred Dryer DE - 79 Mike Fanning DT - 76 Cody Jones DT - 85 Jack Youngblood DE Linebacker - 59 Bob Brudzinski - 55 Carl Ekern - 52 Rick Kay - 50 Kevin McLain - 64 Jack Reynolds - 58 Isiah Robertson - 53 Jim Youngblood Defensive Back - 42 Dave Elmendorf SS - 21 Nolan Cromwell FS - 28 Monte Jackson - 49 Rod Perry CB - 27 Pat Thomas CB - 20 Jackie Wallace SS Special Team - 1 Rafael Septien K - 19 Glen Walker P                                 |
| Legenda - I rookie sono in corsivo. - Il primo ruolo è il principale mentre gli eventuali successivi indicano i ruoli secondari. - (IR) sta per Injured Reserve ed indica la lista ristretta per un solo giocatore infortunato che può tornare ad allenarsi dopo la settimana 6 e a rientrare in prima squadra dopo che questa ha giocato 8 partite. - (NF-Inj.) / (NF-Ill.) stanno rispettivamente per Non-Football Injured e Non-Football Illness ed indicano le liste dove viene inserito un giocatore che ha un infortunio o una malattia non dipendente dal football americano. - (PUP) sta per Physically Unable to Perform ed indica la lista dove viene inserito un giocatore mentre è in attesa di recuperare la condizione fisica. Nella stagione regolare dopo la sesta partita giocata dalla propria squadra, il giocatore ha tempo tre settimane per riprendere ad allenarsi, più tre settimane aggiuntive dal suo rientro agli allenamenti per rientrare in prima squadra. |

## Calendario

### Stagione regolare
| Stagione regolare |                        |           |
| Turno             | Avversario             | Risultato |
| 1                 | at Atlanta Falcons     | S 17–6    |
| 2                 | Philadelphia Eagles    | V 20–0    |
| 3                 | San Francisco 49ers    | V 34–14   |
| 4                 | at Chicago Bears       | S 24–23   |
| 5                 | New Orleans Saints     | V 14–7    |
| 6                 | Minnesota Vikings      | V 35–3    |
| 7                 | at New Orleans Saints  | S 27–26   |
| 8                 | Tampa Bay Buccaneers   | V 31–0    |
| 9                 | at Green Bay Packers   | V 24–6    |
| 10                | at San Francisco 49ers | V 23–10   |
| 11                | at Cleveland Browns    | V 9–0     |
| 12                | Oakland Raiders        | V 20–14   |
| 13                | Atlanta Falcons        | V 23–7    |
| 14                | at Washington Redskins | S 17–14   |

### Playoff
| Playoff    |                  |                   |           |
| Turno      | Data             | Avversario        | Risultato |
| Divisional | 26 dicembre 1977 | Minnesota Vikings | S 14–7    |

## Classifiche

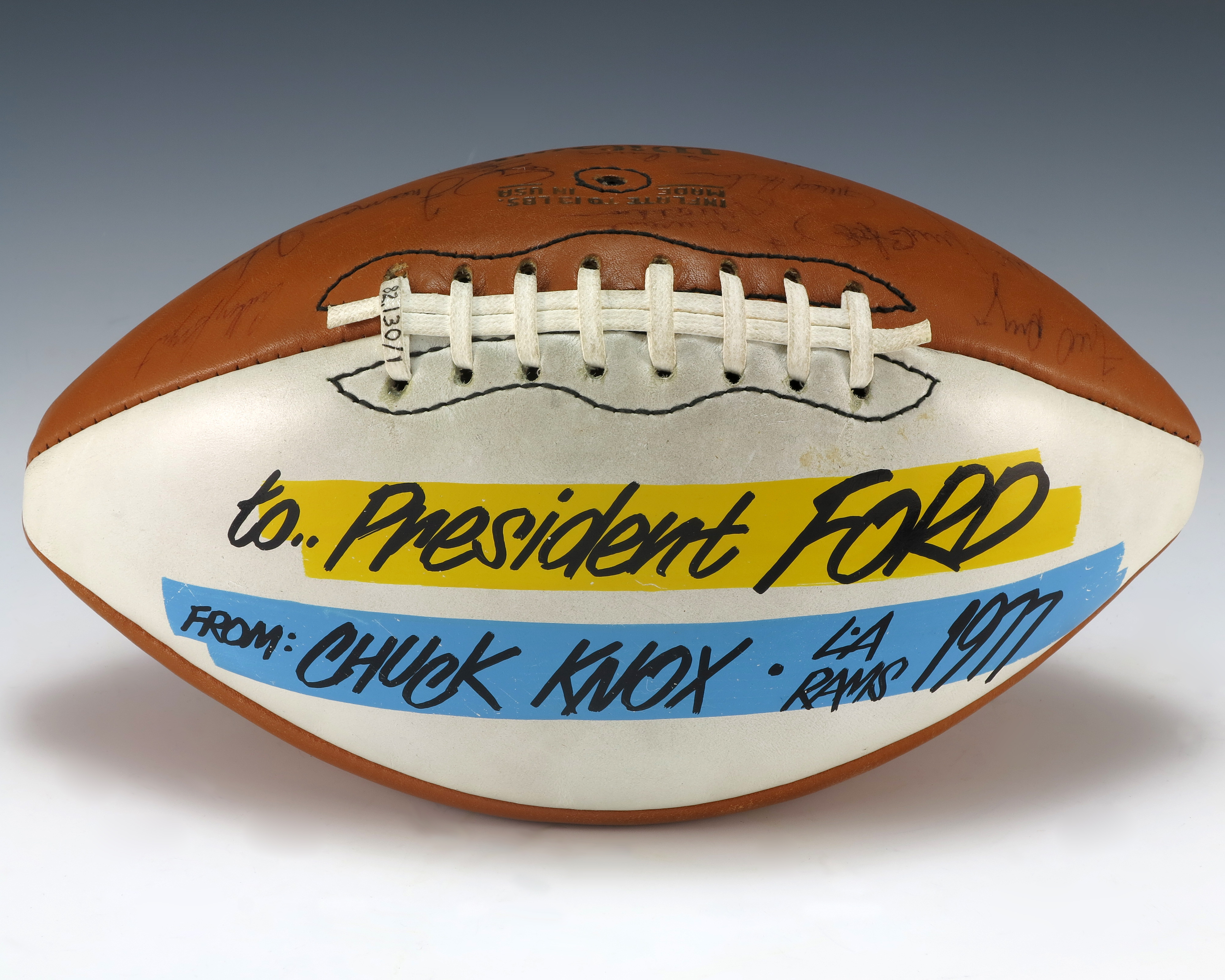
Un pallone firmato dai Los Angeles Rams del 1977, tra cui Tom Mack, Joe Namath, Pat Haden e Vince Ferragamo.

| NFC West            |    |    |   |      |     |      |     |     |     |
|                     | V  | S  | P | %    | DIV | CONF | PF  | PS  | STR |
| Los Angeles Rams(2) | 10 | 4  | 0 | .714 | 4–2 | 8–4  | 302 | 146 | S1  |
| Atlanta Falcons     | 7  | 7  | 0 | .500 | 3–3 | 7–5  | 179 | 129 | V1  |
| San Francisco 49ers | 5  | 9  | 0 | .357 | 3–3 | 5–7  | 220 | 260 | S3  |
| New Orleans Saints  | 3  | 11 | 0 | .214 | 2–4 | 3–9  | 232 | 336 | S4  |